# LIDS
LIDS (англ. Linux Intrusion Detection System) — сторонний патч к ядру Linux (версиям 2.2, 2.4 и 2.6), а также утилиты администрирования (lidsadm), которые повышают безопасность Linux посредством реализации мандатного контроля за доступом на уровне ядра (не допускающего передачи прав доступа между пользователями).
Развивался с 2000 по 2009 годы. Не включался в официальную поставку ядра Linux в отличие от патчей мандатного контроля SELinux и SMACK.
Кроме возможности использования списков ACL для файлов, каталогов и устройств, содержит комплекс мер для усложнения применения руткитов.
В августе 2000 года в патче была обнаружена и исправлена уязвимость, позволявшая локальному пользователю повысить права до суперпользователя — CVE-2000-0712; в 2002 году была исправлена ещё одна сходная уязвимость.